# Deux poèmes de Ronsard
Deux poèmes de Ronsard, op. 26, est un recueil de mélodies pour voix et flûte d'Albert Roussel composées en 1924 sur des poèmes de Pierre de Ronsard.

## Présentation

### Textes
Les textes des mélodies sont dus au poète du XVIe siècle Pierre de Ronsard.

### Mélodies
Les Deux poèmes de Ronsard, écrits pour voix (soprano) et flûte, sont, :
1. Rossignol, mon mignon, « lent », à 
, dédié à Mme Ninon Vallin ;
2. Ciel, aer et vens, « très modéré », à 
, dédié à Mme Claire Croiza.

Les manuscrits autographes de Roussel sont respectivement datés des 3 avril 1924 et 14 avril 1924, à Paris.
Rossignol, mon mignon est publié séparément dans le supplément musical de La Revue musicale du 1er mai 1924, un numéro en hommage à Ronsard à l'occasion du 400e anniversaire de la naissance du poète, le Tombeau de Ronsard, puis en recueil avec Ciel, aer et vens, sous le titre de Deux poèmes de Ronsard, par Durand, en 1924,.
L'ensemble porte le numéro d'opus 26 et, dans le catalogue des œuvres du compositeur établi par la musicologue Nicole Labelle, le numéro L 31.

### Création
Rossignol, mon mignon est créé le 15 mai 1924 à Paris, au théâtre du Vieux-Colombier, par Ninon Vallin (soprano) et René Le Roy (flûte). Ciel, aer et vens est créé le 28 mai 1924 à Paris par Claire Croiza (mezzo-soprano) et René Le Roy (flûte),.

## Analyse
Pour le musicologue Gilles Cantagrel, dans les Deux poèmes de Ronsard, « qu'il s'agisse de dialoguer avec le rossignol ou l'air et les vents, se trouvent en effet réunis les deux instruments à vent par excellence, voix humaine et roseau de la flûte, ramenant à une Antiquité dont Roussel comme Ronsard se réclame ».
Dans la première mélodie, Rossignol, mon mignon, « le poète s'entretient avec l'oiseau qui vocalise dans la plus grande fantaisie [...] en un contrepoint très libre avec la voix, presque en dehors ». Cantagrel souligne que « chacun semble aller indifféremment son chemin, sauf sur les derniers mots, énoncés presque à découvert et commentés par la flûte ». Pour Damien Top, la pièce « nous éblouit par ses roulades virtuoses « où l'on pourrait repérer des gammes à 8 tons et plus, peut-être d'origine tzigane » », note le musicologue en citant Arthur Hoérée.
La deuxième mélodie, Ciel, aer et vens, est une « invocation à une nature amie qui devra mieux que le poète chanter son adieu à la bien-aimée ». La pièce se déroule dans une atmosphère sereine de « souple sicilienne pacifiée, [au] débit régulier de la voix étroitement mêlée à de subtils monnayages de quelques formules rythmiques ». Dans cette « complainte pastorale [...] voix et flûte dialoguent en mi mineur, mode lunaire des anciens ».
Pour Damien Top, l'influence de Deux poèmes de Ronsard est perceptible dans Écoute, mon cœur d'André Caplet, Stèles orientées de Jacques Ibert, « et jusque dans les Chansons madécasses de Ravel ».
La durée moyenne d'exécution de l’ensemble est de huit minutes environ.

## Discographie
- Albert Roussel : les mélodies (intégrale) — Marie Devellereau (soprano), Yann Beuron (ténor), Laurent Naouri (baryton), Billy Eidi (piano), Étienne Plasman (flûte), Timpani 2C2064 (2001)[6].
- Albert Roussel Complete Chamber Music (3 CD), Irene Maessen (soprano) et Paul Verhey (flûte), CD 2, Brilliant Classics 8413 (2006).
- Albert Roussel Edition (CD 9) — Mady Mesplé (soprano), Patrick Gallois (flûte), Erato 0190295489168 (2019)[7].

### Ouvrages généraux
- Gilles Cantagrel, « Albert Roussel », dans Brigitte François-Sappey et Gilles Cantagrel (dir.), Guide de la mélodie et du lied, Paris, Fayard, coll. « Les Indispensables de la musique », 1994, 916 p. (ISBN 2-213-59210-1), p. 571-577.

### Monographies
- Olivier Dellaigue, « Catalogue des œuvres », dans École normale de musique de Paris, Jean Austin (dir.), Albert Roussel, Paris, Actes Sud, 1987, 125 p. (ISBN 2-86943-102-3), p. 46–95.
- Nicole Labelle, Catalogue raisonné de l'œuvre d'Albert Roussel, Louvain-la-Neuve, Département d'archéologie et d'histoire de l'art, Collège Érasme, coll. « Publications d'histoire de l'art et d'archéologie de l'Université catholique de Louvain » (no 78), 1992, 159 p.
- Damien Top, Albert Roussel : Un marin musicien, Biarritz, Séguier, coll. « Carré Musique » (no 3), 2000, 170 p. (ISBN 2-84049-194-X).
- Damien Top, Albert Roussel, Paris, Bleu nuit éditeur, coll. « Horizons » (no 53), 2016, 176 p. (ISBN 978-2-35884-062-0).